# Ua Mau ke Ea o ka ʻĀina i ka Pono
Ua Mau ke Ea o ka ʻĀina i ka Pono es una frase hawaiana que, traducida al español, significa «La soberanía de la tierra se perpetúa en justicia». Es el lema del Estado de Hawái, en los Estados Unidos.
Fue pronunciado en un discurso del rey Kamehameha III en la ceremonia que siguió a la devolución de su reino por parte de los británicos y adoptado como lema por el reino de Hawái en 1843. El lema se encuentra también en el escudo de armas de Hawái y en la moneda de cuarto de dólar de ese estado.

## Contexto
El capitán inglés Lord George Paulet del H.B.M.S. Carysfort usurpó la soberanía del rey Kamehameha III en respuesta a las acusaciones contra el cónsul británico Richard Charlton. Kamehameha III notificó a Londres en protesta a las acciones del capitán, tras lo cual el almirante Richard Thomas le devolvió la soberanía sobre el reino. 